# Pustowo (Kępice)
Pustowo (deutsch Püstow) ist ein Dorf in der Stadt- und Landgemeinde Kępice (Hammermühle) im Powiat Słupski (Stolper Kreis) der polnischen Woiwodschaft Pommern.

## Geographische Lage
Das Dorf liegt in Hinterpommern, etwa 21 Kilometer nordnordwestlich von Miastko (Rummelsburg i. Pom.) und 4 ½ Kilometer südwestlich des Kirchdorfs Biesowice (Beßwitz).
Östlich grenzt die Gemarkung des Dorfs an die Stüdnitz. Westlich und nordwestlich des Dorfkerns befindet sich der Püstower Forst.

## Geschichte

Püstow, nordnordwestlich von Rummelsburg und südwestlich des Kirchdorfs Beßwitz, auf einer Landkarte von 1915

Das alte Lettowsche Lehen Püstow befand sich um 1782 im Besitz der Gebrüder Ernst Friedrich Wilhelm und Franz Martin George von Zitzewitz. Schon 1529 war die Familie Zitzewitz in Püstow begütert gewesen. Laut Vasallen-Tabelle besaß um 1804 der 36 Jahre alte Franz Martin von Zitzewitz, Lieutenant a. D., zu Techlipp das Gut Püstow nebst Ackerwerk Vonzog. Nach den Verzeichnissen der Pommerschen Ritterschaft gehörte das Gut Püstow am 1. Januar 1862 dem Franz Gustav Adolf von Zitzewitz, Major a. D., auf Beßwitz, der das Lehen 1842 geerbt hatte. Die Familie Zitzewitz auf Beßwitz befand sich auch noch 1884 und 1892 im Besitz des Ritterguts Püstow. Von 1937 bis 1945 besaß das Gut Püstow Hanneliese Gräfin von Borcke-Stargordt (1900–1990), geb. von Zitzewitz, auf Stargordt bei Regenwalde.
Am 1. Dezember 1913 wurden auf der 191,1 Hektar großen Gemarkungsfläche der Landgemeinde Püstow 29 viehhaltende Haushaltungen gezählt und auf dem 966,0 umfassenden Gutsbezirk Püstow 23 viehhaltende Haushaltungen.
Am 1. April 1927 hatte der Gutsbezirk Püstow eine Flächengröße von 966 Hektar und 02 Ar, und am 16. Juni 1925 hatte dieser Gutsbezirk 143 Einwohner. Am 30. September 1928 wurde der Gutsbezirk Püstow in die Landgemeinde Püstow eingegliedert.
Anfang der 1930er Jahre hatte die Landgemeinde Püstow eine Flächengröße von 11,6 km². Innerhalb der Gemeindegrenzen, wo Püstow der einzige Wohnort war, standen insgesamt 34 bewohnte Wohnhäuser.  Um 1935 hatte Püstow u. a. einen Gasthof, eine Branntweinbrennei, eine Schlosserei, eine Schmiede, eine Stellmacherei und einen Zimmermeister.
Am 1. Juli 1936 wurde die Gemeinde Püstow aus dem Amtsbezirk Beßwitz in den Amtsbezirk Pritzig eingegliedert.
Die Landgemeinde Püstow gehörte im Jahr 1945 zum Landkreis Rummelsburg im Regierungsbezirk Köslin der preußischen Provinz Pommern des Deutschen Reichs und war dem Amtsbezirk Pritzig zugeordnet. Das Standesamt befand sich in Beßwitz.
Gegen Ende des Zweiten Weltkriegs wurde Püstow Anfang März 1945 von der Roten Armee besetzt. Nennenswerte Kampfhandungen hatten nicht stattgefunden. Das Gutshaus Püstow, auch „Schloss Püstow“ genannt, wurde zwei Wochen nach der Besatzung von Soldaten der Roten Armee durch Feuer zerstört. Anschließend wurde Püstow zusammen mit ganz Hinterpommern von der Sowjetunion der Volksrepublik Polen zur Verwaltung überlassen. In der Folgezeit wurden die allermeisten einheimischen Dorfbewohner von der polnischen Administration aus Püstow vertrieben, die letzten verließen 1957 den Ort. Der Ortsname Püstow wurde zu „Pustowo“ polonisiert.

### Demographie
| Jahr | Einwohner | Anmerkungen |
| ---- | --------- | --- |
| 1782 | –         | adliges Dorf mit zwei wirtschaftlich miteinander verbundenen Vorwerken, sechs Bauernhöfen, zwei Halbbauern und 12 Feuerstellen (Haushaltungen), zu Wussow eingepfarrtes altes Lettowsches Lehen, im Besitz der Gebrüder Ernst Friedrich Wilhelm und Franz Martin George von Zitzewitz befindlich |
| 1818 | 84        | Dorf, adlige Besitzung, zum Kirchspiel Wussow gehörig |
| 1852 | 220       | Dorf |
| 1864 | 227       | am 3. Dezember, Gemeindebezirk mit 108 Einwohnern und Gutsbezirk mit 119 Einwohnern |
| 1867 | 275       | am 3. Dezember, davon 146 in der Landgemeinde und 129 im Gutsbezirk |
| 1871 | 283       | am 1. Dezember, davon 160 (sämtlich Evangelische) in der Langemeinde und 123 (sämtlich Evngelische) im Gutsbezirk |
| 1885 | 306       | am 1. Dezember, davon 172 (166 Evangelische, sechs Juden) in der Landgemeinde und 134 (sämtlich Evangelische) im Gutsbezirk |
| 1895 | 318       | am 2. Dezember, davon 136 (130 Evangelische, sechs Juden) in der Landgemeinde und 182 (181 Evangelische, ein Katholik) im Gutsbezirk |
| 1910 | 352       | am 1. Dezember, davon 165 in der Landgemeinde und 187 im Gutsbezirk |
| 1925 | 314       | darunter 313 Evangelische und ein Katholik |
| 1933 | 332       | [ 22 ] |
| 1939 | 282       | [ 22 ] |

## Kirche

### Kirchspiel bis 1945
Die vor 1945 in Püstow anwesenden Dorfbewohner waren größtenteils evangelischer Konfession. Die evangelischen Einwohner gehörten zum evangelischen Kirchspiel Beßwitz im Kirchenkreis Schlawe in der Kirchenprovinz Pommern der Evangelischen Kirche der Altpreußischen Union. 
Das katholische Kirchspiel war in Rummelsburg i. Pom.

### Kirchspiel seit 1946
Die seit 1945 und Vertreibung der Einheimischen hier lebende polnische Dorfbevölkerung ist größtenteils römisch-katholisch und gehört der Römisch-katholischen Kirche in Polen an.
Hier lebenden evangelische Kirchenglieder werden von der Evangelisch-Augsburgischen Kirche in Polen betreut. Das zuständige Pfarramt ist das der Kreuzkirche in Słupsk (Stolp).

## Persönlichkeiten
- F r a n z  Gustav Adolf von Zitzewitz (1807–1885), 1825 bis 1842 Major im königlich preußischen Garde-Dragoner-Regiment, Rechtsritter des Johanniterordens und Mitglied des Preußischen Herrenhauses auf Lebenszeit, besaß das Rittergut Beßwitz mit Seehof, Püstow und Brotzen[23]
- E r n s t  Wilhelm Bernhard von Zitzewitz (1835–1899), königlich preußischer Oberst und Politiker, Mitglied des Preußischen Herrenhauses auf Lebenszeit seit 1896,[24] † 15. August 1899 auf Gut Beßwitz, war Erbherr auf Beßwitz mit Seehof und Püstow[23]
- F r a n z  Eduard Ferdinand Ernst von Zitzewitz (1860–1937), königl. preußischer Rittmeister der Reserve des Husarenregiments Nr. 5, Rechtsritter des Johanniterordens, war Erbherr auf Püstow und Plötzig, starb hier[23]